# Belenois crawshayi
Belenois crawshayi é uma borboleta da família Pieridae. Pode ser encontrada em Angola, Tanzânia, Zâmbia, Malawi, Ruanda, Burundi, na parte ocidental da República Democrática do Congo, no oeste do Quénia e no Uganda. O habitat natural da borboleta é constituído por margens florestais e zonas florestadas.
As larvas alimentam-se de espécies de Capparis.